# Mimusops
Mimusops és un gènere de plantes dins la família Sapotàcia.
Mimusops són plantes natives de les regions tropicals i subtropicals d'Àsia, Àfrica, Austràlia, i diverses illes oceàniques.
Mimusops laurifolia, sinònim: Mimusops schimperi, es cultivava a l'antic Egipte

## Espècies[1]
1. Mimusops acutifolia - Tanzània
2. Mimusops aedificatoria - Tanzània, Kenya, Malawi
3. Mimusops affinis - República del Congo, República Democràtica del Congo
4. Mimusops andamanensis - Illes Andaman
5. Mimusops andongensis - W + C Àfrica
6. Mimusops angel - Somàlia
7. Mimusops ankaibeensis - Madagascar
8. Mimusops antongilensis - Madagascar
9. Mimusops antorakensis - Madagascar
10. Mimusops antsiranensis - Madagascar
11. Mimusops bagshawei - E Africa
12. Mimusops balata - Maurici, illa de la Reunió
13. Mimusops caffra - Moçambic, Província del Cap, KwaZulu-Natal
14. Mimusops capuronii - Madagascar
15. Mimusops comorensis - Comores
16. Mimusops coriacea - Comores, Madagascar
17. Mimusops dodensis - Camerun
18. Mimusops ebolowensis - Camerun
19. Mimusops elengi - S + SE Asia, Papuàsia
20. Mimusops erythroxylon - Maurici
21. Mimusops giorgii - República Democràtica del Congo
22. Mimusops kummel - trop Africa
23. Mimusops laurifolia - NE Àfrica, Aràbia Saudita, Iemen
24. Mimusops lecomtei - Madagascar
25. Mimusops lohindri - Madagascar
26. Mimusops longipedicellata - Madagascar
27. Mimusops mayumbensis - Cabinda
28. Mimusops membranacea - Madagascar
29. Mimusops mildbraedii - Camerun
30. Mimusops ngembe - Camerun
31. Mimusops nossibeensis - Nossi-Bé
32. Mimusops oblongifolia - illa de la Reunió
33. Mimusops obovata - Moçambic, Swazilàndia, Sud-àfrica
34. Mimusops obtusifolia - E + SE Africa, Comores, Madagascar
35. Mimusops occidentalis - Madagascar
36. Mimusops penduliflora - Tanzània
37. Mimusops perrieri - Madagascar
38. Mimusops petiolaris - Maurici
39. Mimusops riparia - Kenya, Tanzània
40. Mimusops sambiranensis - Madagascar
41. Mimusops sechellarum - Seychelles
42. Mimusops somalensis - Kenya, Tanzània, Somàlia
43. Mimusops voalela - Madagascar
44. Mimusops zeyheri - C + S Àfrica
45. Mimusops zeylanica - Sri Lanka

## Galeria

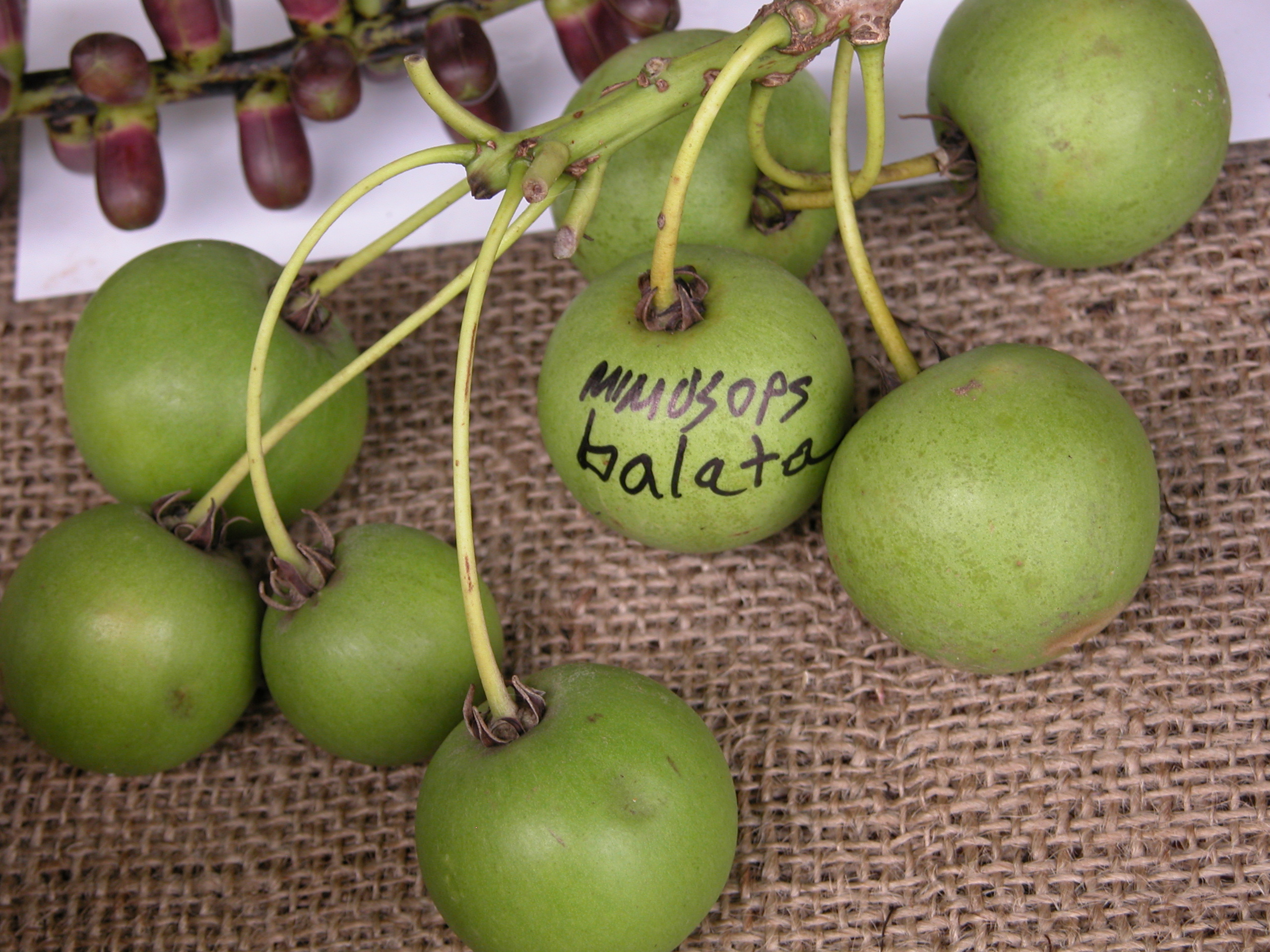
Mimusops Balata;Fruit a Spice Park, Homestead, Florida